# SMS Huszár (1910)
SMS Huszár – austro-węgierski niszczyciel z początku XX wieku. Trzynasta jednostka typu Huszár. Okręt wyposażony w cztery opalane węglem kotły parowe typu Yarrow. Okręt ten zbudowano, ponieważ pierwszy niszczyciel tego typu, także noszący nazwę „Huszár”, zatonął 3 grudnia 1908 roku po wejściu na mieliznę. Druga jednostka o tej nazwie przetrwała I wojnę światową i po jej zakończeniu została przekazana Włochom. Niszczyciel złomowano w 1920 roku.